# Bright Flight
A 2001-es Bright Flight a Silver Jews negyedik nagylemeze. Szerepel az 1001 lemez, amit hallanod kell, mielőtt meghalsz című könyvben.

## Az album dalai
|     | Cím                         | Szerző(k)                             | Hossz |
| --- | --------------------------- | ------------------------------------- | ----- |
| 1.  | Slow Education              | David Berman                          | 3:07  |
| 2.  | Room Games and Diamond Rain | Berman                                | 4:34  |
| 3.  | Time Will Break the World   | Berman                                | 3:17  |
| 4.  | I Remember Me               | Berman                                | 5:32  |
| 5.  | Horseleg Swastikas          | Berman                                | 3:20  |
| 6.  | Transylvania Blues          | Berman                                | 3:03  |
| 7.  | Let's Not and Say We Did    | Berman                                | 2:59  |
| 8.  | Tennessee                   | Berman                                | 4:10  |
| 9.  | Friday Night Fever          | Blake Mevis, Dean Dillon, Frank Dycus | 2:44  |
| 10. | Death of an Heir of Sorrows | Berman                                | 2:35  |

## Fordítás
Ez a szócikk részben vagy egészben a Bright Flight című angol Wikipédia-szócikk ezen változatának fordításán alapul.  Az eredeti cikk szerkesztőit annak laptörténete sorolja fel. Ez a jelzés csupán a megfogalmazás eredetét és a szerzői jogokat jelzi, nem szolgál a cikkben szereplő információk forrásmegjelöléseként.